# Балестье Халса
«Балестье Халса» — профессиональный футбольный клуб, играющий в Сингапурской S-Лиге.

## История

### Слияние
Клуб Балестье Халса образовался в результате слияния 2 клубов: Балестье Сентраля (Balestier Central Football Club) и Клементи Халса (Clementi Khalsa Football Club), которое состоялось в конце сезона 2002 года. Команда чрезвычайно популярна среди сикхской общины Сингапура.

### ФК Балестье Сентраль

Логотип Балестье Сентраль

ФК Балестье Сентраль был основан в 1898 году под названием Fathul Karib Football Club. Первоначально клуб базировался в районе Фаррек Парк в Сингапуре. Название команда сменила в 1975 году на Balestier United FC, когда вступила в образованную Национальную Футбольную лигу Сингапура. Команда смогла выиграть Кубок Сингапура в 1958 и 1992 годах. Клуб играл в Сингапурской Премьер-Лиге (предшественника S-лиги) с 1988 по 1995 год. В 1996 году стал одним из членов-основателей S-лиги и сменил своё имя на Балестье Сентраль ФК.

### ФК Клементи Халса
ФК Клементи Халса был образован, как представитель сингапурской сикхской общины, он присоединился к S-Лиге в 1999 году. До своего слияния с Балестье Сентраль, клуб базировался в районе Клементи и играл домашние матчи на стадионе Клементи.

### Балестье Халса
10 августа 2012 года Балестье Халса выиграли свой первый трофей. Команда обыграла Янг Лайонс в финале Кубка лиги Сингапура на стадионе Джалан Бесар.

## Тренеры
- Чан Чон[англ.] (январь 2003—июнь 2004)
- Абдул Карим Раззак (июнь 2004—декабрь 2004, май 2005 — декабрь 2007)
- Насаруддин Джалиль (январь 2008—декабрь 2010)
- Салим Моин[англ.] (январь 2011—декабрь 2011)
- Даррен Стюарт[англ.] (январь 2012—декабрь 2013)
- Марко Кральевич[англ.] (январь 2014—январь 2019)
- Хидир Хамис (январь 2019—сентябрь 2019)
- Марко Кральевич[англ.] (сентябрь 2019—декабрь 2021)
- Акбар Навас (январь 2022—)

## Достижения

### Домашние
Кубок
Как Фатхул Кариб
- Кубок Вызова Сингапурской Ассоциации: 1958

Как Балестье Юнайтед
- Кубок Президента Сингапура: 1992

Как Балестье Хальса
- Кубок лиги Сингапура: 2013
- Кубок Сингапура: 2014